# Стимфалийские птицы

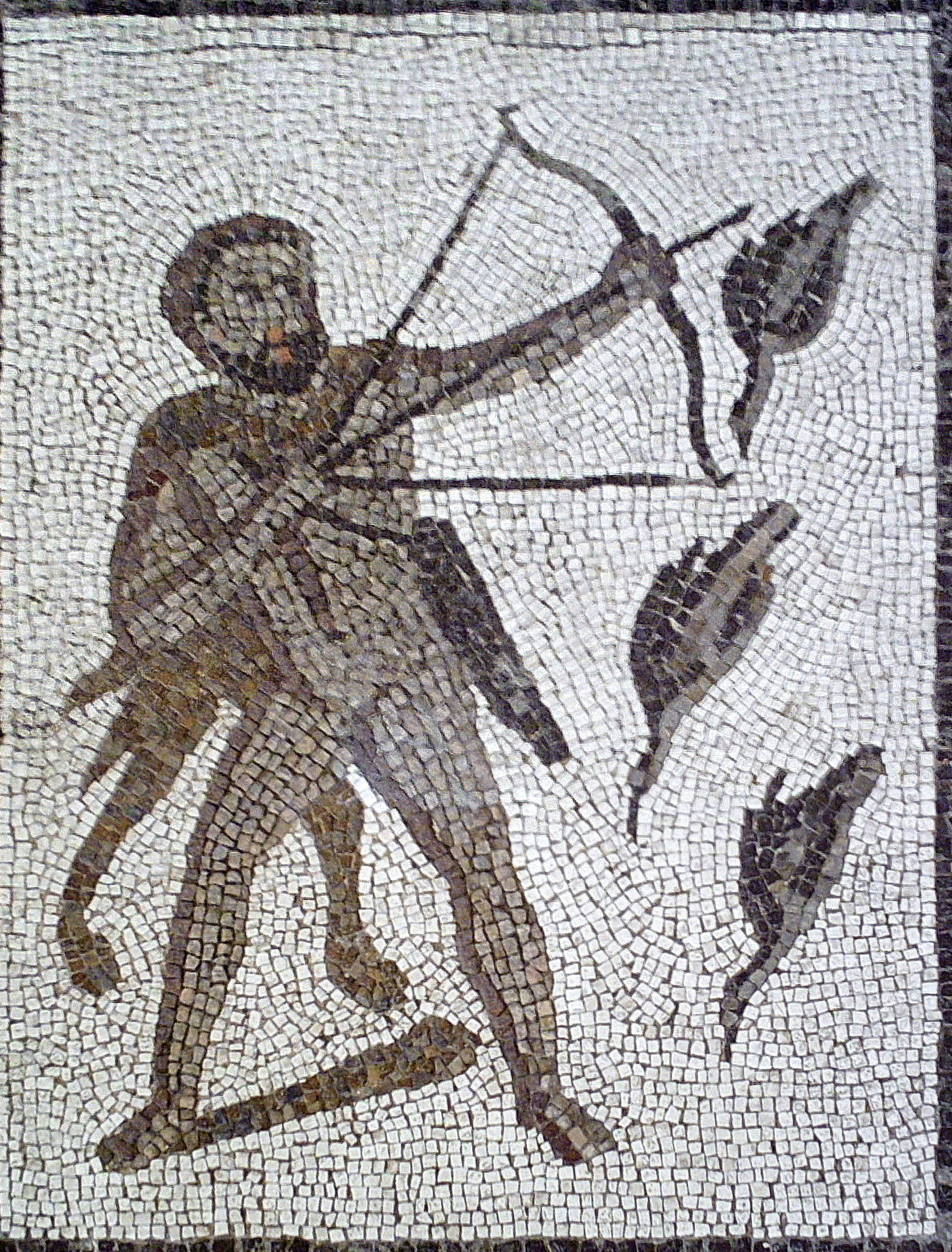
Геракл и Стимфалийские птицы. Фрагмент римской мозаики из Лиерии (Испания).

Стимфали́йские пти́цы (др.-греч. Στυμφαλίδες ὄρνιθες) — в древнегреческой мифологии хищные птицы, жившие возле аркадского города Стимфала. Вскормлены Аресом и имели медные клювы, крылья и когти. Они нападали как на людей, так и на животных. Самым грозным их оружием были перья, которые птицы сыпали на землю как стрелы. Они пожирали урожай в округе, либо также поедали людей.

## Третий подвиг Геракла
Микенский царь Еврисфей велел Гераклу победить стимфалийских птиц. Это довольно трудное задание герою помогла выполнить Афина Паллада: она дала Гераклу два медных тимпана, выкованных Гефестом. Богиня велела установить тимпаны на горе возле гнездовья ужасных птиц и ударять в них. Оглушительный звук бряцающих тимпанов (кимвалов)  должен был заставить подняться птиц в воздух, а тут-то Гераклу следовало стрелять в них стрелами  из лука. Геракл напугал птиц и перестрелял их почти всех, либо (как версия) просто прогнал. Согласно Писандру, Геракл не перебил их, а прогнал шумом кроталов (трещоток). Уцелевшие в битве с Гераклом птицы покинули Грецию, улетев к северным берегам Чёрного моря.
Согласно Павсанию, Стимфалидами называют птиц, водящихся в Аравии. В Стимфале был храм Артемиды Стимфалийской со статуями девушек с птичьими ногами.

## В эпосе об аргонавтах
Птицы улетели на остров Аретиаду в Понте Эвксинском (близ Керасунта) и атаковали аргонавтов, плывших мимо, но те прикрылись щитами. Когда аргонавты прибыли на остров Дию, птицы стали метать в них свои перья. По совету Финея они взяли щиты и копья и, подражая куретам, прогнали их грохотом. Либо это было на острове Арея.

## В современной культуре
Стимфалийские птицы — грифы-мутанты в альтернативно-исторической вселенной «Божественный мир» Бориса Толчинского.